# Cytheridea papillosa
Cytheridea papillosa är en kräftdjursart som beskrevs av Bosquet. Cytheridea papillosa ingår i släktet Cytheridea och familjen Cytherideidae. Inga underarter finns listade i Catalogue of Life.